# Courrier d'Asie
Pour plus de détails, voir Fiche technique et Distribution.
Courrier d'Asie est un film français réalisé en 1939 par Oscar-Paul Gilbert et sorti en 1941. 
Film produit en 1939, c'est le dernier film de Robert Bassac qui mourra l'année précédente durant la guerre. 

## Synopsis
Le film suit le voyage touristique d'un français moyen, allant de Marseille à Hanoï et sert de prétexte pour certaines escales touristiques comme Tunis, Alexandrie ou Beyrouth. 

## Fiche technique
- Titre : Courrier d'Asie
- Réalisation : Oscar-Paul Gilbert, assisté de Rodolphe Marcilly[1]
- Scénario[2]et dialogues : Oscar-Paul Gilbert
- Commentaire dit par Henri Crémieux
- Photographie : Georges Asselin
- Musique : Henri Verdun
- Production : Éclair-Journal
- Pays d'origine :  France
- Genre : Film documentaire
- Durée : 87 minutes
- Date de sortie : France - 5 mars 1941

## Distribution
- Robert Bassac : le Marseillais
- Lucien Coëdel : le mécano
- Louis Florencie : le patron
- Janine Liezer : la secrétaire
- Rodolphe Marcilly : Sébastien Jacquemotte
- Marcel Vallée : le chef de l'aéroport de Marignane